# Petropavlosk South Airport
Petropavlosk South Airport är en flygplats i Kazakstan.   Den ligger i oblystet Nordkazakstan, i den norra delen av landet, 400 km norr om huvudstaden Astana. Petropavlosk South Airport ligger 136 meter över havet.
Terrängen runt Petropavlosk South Airport är platt. Runt Petropavlosk South Airport är det glesbefolkat, med 9 invånare per kvadratkilometer. Närmaste större samhälle är Petropavl, 11,2 km norr om Petropavlosk South Airport. Trakten runt Petropavlosk South Airport består till största delen av jordbruksmark.